# Stadio Friuli
Stadio Friuli, om sponsorredenen ook Dacia Arena, is een multifunctioneel stadion in Udine, Italië. Het stadion is geopend in 1976 en kan 25.144 toeschouwers herbergen. Vaste bespeler van het stadion is voetbalclub Udinese. Naast voetbal, zijn er ook faciliteiten voor vechtsport, gymnastiek, schermen en atletiek.
Tijdens het WK voetbal 1990 bood het stadion plaats voor drie wedstrijden uit Groep E. Regelmatig treden er grote artiesten op in het stadion, zo hebben eerder acts als Sting, Pink Floyd, Red Hot Chili Peppers, Madonna, Coldplay, Bruce Springsteen en AC/DC in het stadion gespeeld.
Het stadion heeft in het verleden meer toeschouwers kunnen ontvangen, maar vanwege veiligheidsmaatregelen is het toeschouwersaantal gezakt van ruim 41.000 tot het huidige aantal van 25.144 toeschouwers. Het verouderde stadion werd in de periode 2013-2016 volledig gerenoveerd.
Stadio Friuli werd op 16 december 2024 door de UEFA gekozen als speelstadion voor de UEFA Super Cup 2025.

## WK-interlands
| № | Datum        | Wedstrijd            | Uitslag | Competitie               | Toeschouwers |
| - | ------------ | -------------------- | ------- | ------------------------ | ------------ |
| 1 | 13 juni 1990 | Uruguay – Spanje     | 0 – 0   | WK 1990 - Groepsfase (E) | 35.713       |
| 2 | 17 juni 1990 | Zuid-Korea – Spanje  | 1 – 3   | WK 1990 - Groepsfase (E) | 32.733       |
| 3 | 21 juni 1990 | Zuid-Korea – Uruguay | 0 – 1   | WK 1990 - Groepsfase (E) | 29.039       |

Stadio San Nicola (Bari) · Stadio Luigi Ferraris (Genua) · Stadio Olimpico (Rome) · Stadio Renato Dall'Ara (Bologna) · Stadio Giuseppe Meazza (Milaan) · Stadio delle Alpi (Turijn) · Stadio Sant'Elia (Cagliari) · Stadio San Paolo (Napels) · Stadio Friuli (Udine) · Stadio Communale (Florence) · Stadio Della Favorita (Palermo) · Stadio Marcantonio Bentegodi (Verona)
Giuseppe Meazza (AC Milan/Inter Milan) ·
Olimpico (AS Roma/SS Lazio) ·
Atleti Azzuri (Atalanta Bergamo) ·
Renato Dall'Ara (Bologna) ·
Giovanni Zini (Cremonese) ·
Carlo Castellani (Empoli) ·
Artemio Franchi (Fiorentina) ·
Marcantonio Bentegodi (Hellas Verona) ·
Allianz Stadium (Juventus) ·
Via del Mare (Lecce) ·
Brianteo (Monza) ·
Diego Armando Maradona (Napoli) ·
Arechi (Salernitana) ·
Luigi Ferraris (Sampdoria) ·
Città del Tricolore (Sassuolo) ·
Alberto Picco (Spezia) ·
Olimpico di Torino (Torino) ·
Friuli (Udinese)
Cino e Lillo Del Duca (Ascoli) ·
San Nicola (Bari) ·
Ciro Vigorito (Benevento) ·
Mario Rigamonti (Brescia) ·
Unipol Domus (Cagliari) ·
Pier Cesare Tombolato (Cittadella) ·
Giuseppe Sinigaglia (Como) ·
San Vito-Gigi Marulla (Cosenza) ·
Benito Stirpe (Frosinone) ·
Luigi Ferraris (Genoa) ·
Alberto Braglia (Modena) ·
Renzo Barbera (Palermo) ·
Ennio Tardini (Parma) ·
Renato Curi (Perugia) ·
Garibaldi-Romeo Anconetani (Pisa) ·
Oreste Granillo (Reggina) · 
Paolo Mazza (SPAL) ·
Druso (Südtirol) ·
Libero Liberati (Ternana) ·
Pierluigi Penzo (Venezia)